# GeoInformation Bremen
Das Landesamt GeoInformation Bremen ist zentraler Dienstleiter im Bereich des Vermessungs- und Geoinformationswesens der Freien Hansestadt Bremen und der Stadtgemeinde Bremen.

## Geschichte und Grundlage

### Geschichte
Seit 1955 hatte die Kataster- und Vermessungsverwaltung Bremen der Stadt Bremen ihren Sitz im Dienstgebäude zwischen Großer und Kleiner Weserbrücke. 1995 wurde das seit Mai 1945 bestehende Amt in den Wirtschaftsbetrieb Kataster und Vermessung Bremen umgewandelt.
2002 wurde der Eigenbetrieb Geoinformation Bremen gegründet gemäß dem Gesetz über den Eigenbetrieb GeoInformation Bremen Eigenbetrieb des Landes Bremen (BremGeoG) von 2001. Der Eigenbetrieb zog Anfang 2005 in die Lloydstraße 4 im Ortsteil Überseestadt, wobei die bisherigen fünf Teile der Behörden von verschiedenen Standorte zusammengefasst wurden.
Der Eigenbetrieb wurde zum 1. Januar 2011 in das Landesamt GeoInformation Bremen überführt.
Im November 2019 erfolgte die Umbenennung in Landesamt GeoInformation Bremen.

### Rechtsgrundlagen
Das Gesetz über die Landesvermessung und das Liegenschaftskataster (Vermessungs- und Katastergesetz) vom 16. Oktober 1990 ist die rechtliche Grundlage für die Aufgaben der Landesvermessung und des Liegenschaftskatasters.
Daneben existieren weitere allgemeine und fachspezifische Rechtsvorschriften des Landes Freie Hansestadt Bremen, die bei der Wahrnehmung weiterer Aufgaben durch das Landesamt GeoInformation Bremen zu beachten sind.
Für die Amtshandlungen des Landesamtes GeoInformation Bremen sind Kosten (Gebühren und Auslagen) nach der Kostenverordnung für das amtliche Vermessungswesen und die Gutachterausschüsse für Grundstückswerte nach dem Baugesetzbuch (VermWertKostV) zu erheben.

## Organisation
Das Landesamt GeoInformation Bremen ist eine der Senatorin für Klimaschutz, Umwelt, Mobilität, Stadtentwicklung und Wohnungsbau zugeordnete Dienststelle.
Die Amtsleitung, unterstützt durch eine Stabsstelle, führt den Betrieb, gegliedert in:
- Funktionalbereich Verwaltung,
- Abteilung 1 (Vermessung, Kataster),
- Abteilung 2 (Landesvermessung, Fachverfahren),
- Abteilung 3 (Informationssysteme) und
- Abteilung 4 (Wertermittlung, Gutachterausschuss).[10]

Derzeit sind beim Landesamt 115 Mitarbeiter beschäftigt.

### Vermessungs- und Geoinformationsverwaltung
Neben dem Landesamt als unmittelbaren Landesverwaltung  gehören als mittelbaren Verwaltung
- das Vermessungs- und Katasteramt Bremerhaven seit  1971
- die Öffentlich bestellten Vermessungsingenieure (ÖbVI).

Das kommunale Vermessungsamt der Stadt Bremerhaven ist eigenständig und untersteht dem dortigen Magistrat. Zusätzlich wurden auf das Vermessungsamt Bremerhaven Aufgaben des Landes Freie Hansestadt Bremen nach dem Vermessungs- und Katastergesetz übertragen.
Die amtlichen Vermessungsstellen (Landesamt GeoInformation Bremen, Vermessungs- und Katasteramt Bremerhaven und die im Land Bremen zugelassenen Öffentlich bestellten Vermessungsingenieure) unterstehen der Fachaufsicht der zuständigen o. a. Senatorin.

## Aufgaben
Das Landesamt ist zentraler Geodienstleister für die Stadt Bremen und das Land Bremen und hat folgende Aufgaben:
- Landesvermessung (Raumbezug und Geotopographie)
- Liegenschaftskataster
- Wertermittlung, Bodenordnung
- Informationssysteme

### Landesvermessung

#### Raumbezug
Der Raumbezug liefert die Basisdaten für sämtliche raumbezogenen Informationssysteme des Landes Bremen. In ganz Bremen werden Festpunktfelder in den jeweiligen geodätischen Bezugssystemen für die Lage, Höhe und Schwere bereitgestellt.

Das Landesamt betreibt ein Netz für folgende Festpunkte:
- Die Punkte des Lagefestpunktfeldes (LFP) bilden die geodätische Grundlage für Liegenschaftsvermessungen, für topographische Landeskartenwerke sowie für technische und wissenschaftliche Zwecke.
- Das Höhenfestpunktfeld (HFP) ist flächendeckend über die Stadtgemeinde Bremen verteilt. Die Punkte bilden die Grundlage unter anderem für Baumaßnahmen, Katastrophenschutz, Kanalkataster und Geländemodelle.
- Schwerefestpunkte (SFP) werden mit Hilfe von geeigneten Nivellementpunkten (NivP) oder Trigonometrischen Punkten (TP) und Gravimetern gemessen. Damit kann die Schwere mit höchster Genauigkeit bestimmt werden. Die im Land Bremen liegenden SFP werden von der Landesvermessung und Geobasisinformation – Landesbetrieb (LGN) beim LGLN mitverwaltet.

Das Landesamt für Geoinformation und Landesvermessung Niedersachsen, betreibt für das Land Bremen infrastrukturelle Einrichtungen für den Satellitenpositionierungsdienst der deutschen Landesvermessung (SAPOS). Die Grundlage des Systems bildet ein Netz von SAPOS-Referenzstationen. Es stellt die technische Verbindung zum amtlichen Raumbezugssystem ETRS89 her.
Die Lagefestpunkte (LFP), Höhenfestpunkte (HFP), Schwerefestpunkte (SFP), Geodätischen Grundnetzpunkte (GGP) und die SAPOS-Referenzstationen werden im Amtlichen Festpunktinformationssystem (AFIS) geführt.

#### Geotopographie
Die Geotopographie beschreibt die Erdoberfläche mit ihren wesentlichen topographischen Gegebenheiten und Geländeformen. Diese Geobasisdaten werden im Amtlichen Topographisch-Kartographischen Informationssystem (ATKIS) nach den Standards der AdV geführt.

#### Luftbilder, Satellitenbilder, Fernerkundungsdaten
Die digitalen Produkte des ATKIS werden aus klassischen Bildflügen und Airborne Laserscanning abgeleitet.

### Liegenschaftskataster
Das Katasteramt für den Bereich der Stadtgemeinde Bremen ist ebenfalls im Landesamt GeoInformation Bremen angesiedelt. Es führt das Liegenschaftskataster, besteht aus dem Amtlichen Liegenschaftskatasterinformationssystem (ALKIS) und dem Archiv mit den Vermessungszahlen und den amtlichen Grenzdokumenten. Die Geobasisdaten des Liegenschaftskatasters werden für vielfältige Zwecke bereitgestellt.

### Wertermittlung, Bodenordnung

#### Amtliche Wertermittlung
Der Gutachterausschuss für Grundstückswerte in Bremen ist zuständig für das Gebiet der Stadtgemeinde Bremen (ohne das Stadtbremische Überseehafengebiet Bremerhaven). Er
- erstattet Gutachten über den Verkehrswert von bebauten und unbebauten Grundstücken sowie Rechten an Grundstücken,
- führt eine Kaufpreissammlung und wertet sie aus,
- ermittelt im zweijährigen Turnus Bodenrichtwerte und sonstige zur Wertermittlung erforderliche Daten, die im Grundstücksmarktbericht veröffentlicht werden.

Daneben nimmt er auf Antrag einer Behörde weitere Aufgaben wahr.
Der Gutachterausschuss bedient sich einer Geschäftsstelle, die beim Landesamt eingerichtet ist. Er ist eine besondere Landesbehörde und untersteht der Rechtsaufsicht der o.a. Senatorin.

#### Städtebauliche Bodenordnung
Das Landesamt führt in der Stadtgemeinde Bremen Umlegungen (§§ 45 ff. BauGB) oder Vereinfachte Umlegungen (§§ 80 ff. BauGB) durch.

#### Flurbereinigung
Für das Land Bremen ist das Landesamt GeoInformation Bremen auch Flurbereinigungsbehörde und darf Verfahren nach dem Flurbereinigungsgesetz durchführen.

### Informationssysteme

#### Im Auftrag des Landes

##### Geodateninfrastruktur des Landes
Zum Aufbau und Betrieb der Geodateninfrastruktur im Land ist beim Landesamt eine Koordinierungsstelle (Kontaktstelle nach § 10 Abs. 2 Bremisches Geodatenzugangsgesetz – BremGeoZG) eingerichtet worden. Durch sie erfolgt die fachliche, technische und administrative Umsetzung der Geodateninfrastruktur der Freien Hansestadt Bremen (GDI-FHB), insbesondere der Betrieb und die Weiterentwicklung der zentralen technischen Komponenten. Die Koordinierungsstelle der GDI-FHB ist zentrale Anlaufstelle für Fragen rund um die GDI und handelt im Auftrag des Lenkungsgremiums Geodateninfrastruktur des Landes.
Die bisher im Land Bremen durch Metadaten beschriebenen Geodaten und Geodatendienste können im Metadatenverbund MetaVer recherchiert werden. Dieser ist vernetzt mit dem bundesweiten Geodatenportal der GDI-DE.

##### Netzinformationssystem NIS
Im Auftrag der Universität Bremen führt das Landesamt das Netzinformationssystem NIS. Es dient der Führung von Bestandsdaten in den Bereichen Fernwärme/ -kälte, Wasser, Abwasser, Gase und Energie.

#### Im Auftrag des Bundes

##### Liegenschaftsinformationssystem Außenanlagen LISA
Im Auftrag des Bundesministeriums der Verteidigung und des Bundesministeriums des Innern, für Bau und Heimat nimmt das Landesamt GeoInformation Bremen die Aufgaben der Geschäftsstelle des Bund-/ Länderarbeitskreises Vermessung (AK Verm) war.
Das Liegenschaftsinformationssystem Außenanlagen LISA® ist ein Fachverfahren zur bundesweit einheitlichen, digitalen Bestandsdokumentation der Außenanlagen auf Liegenschaften des Bundes. Es berücksichtigt gemäß den Richtlinien für die Durchführung von Bauaufgaben des Bundes (RBBau) die Vorgaben der Baufachlichen Richtlinien Vermessung (BFR Verm), der Baufachlichen Richtlinien Liegenschaftsbestandsdokumentation (BFR LBestand) sowie weiteren Regelwerken und Arbeitshilfen.

##### Liegenschaftsbestandsmodell
Ebenfalls im Auftrag des Bundesministeriums der Verteidigung und des Bundesministeriums des Innern, für Bau und Heimat nimmt das Landesamt GeoInformation Bremen die Aufgaben der Leitstelle des Bundes für das Liegenschaftsbestandsmodell war. Das Liegenschaftsbestandsmodell dient als Grundlage für die Dokumentation der Außenanlagen auf Liegenschaften des Bundes.

### Verwaltungsinterne Leistungen
Die Bewertungsstelle im Landesamt GeoInformation Bremen erstellt nur für verwaltungsinterne Zwecke gutachtliche Äußerungen (Wertempfehlungen) über den Verkehrswert von Grundstücken sowie über Rechte an Grundstücken. Diese bilden die Grundlage für Verhandlungen zum Ankauf oder Verkauf von Immobilien.
Der Stadtplan Bremen wird ebenfalls durch das Landesamt GeoInformation Bremen geführt und steht in analoger und digitaler Form oder als kostenloser Webdienst zur Verfügung. 